# Patrimoni dell'umanità del Montenegro
I patrimoni dell'umanità del Montenegro sono i siti dichiarati dall'UNESCO come patrimonio dell'umanità in Montenegro, il quale è divenuto parte contraente della Convenzione sul patrimonio dell'umanità il 3 giugno 2006, in qualità di stato successore della Serbia e Montenegro.
Al 2020 i siti iscritti nella Lista dei patrimoni dell'umanità sono quattro, mentre sei sono le candidature per nuove iscrizioni. Il primo sito iscritto nella lista è stato nel 1979 la Regione naturale e storico-culturale delle Bocche di Cattaro, durante la terza sessione del comitato del patrimonio mondiale. L'anno successivo, nella quarta sessione, il Parco nazionale del Durmitor è divenuto il secondo sito montenegrino riconosciuto dall'UNESCO, esteso poi nel 2005. Il terzo patrimonio, comprendente diversi siti, in comune anche con Bosnia ed Erzegovina, Croazia e Serbia, è l'insieme dei Cimiteri di tombe medievali stećci, incluso nella lista nel 2016 dalla quarantesima sessione del comitato. Infine la quarantunesima sessione del comitato nel 2017 ha iscritto un altro sito seriale trasfrontaliero, le Opere di difesa veneziane tra XVI e XVII secolo: Stato da Terra-Stato da Mar occidentale, condiviso con Croazia e Italia. Tre siti sono considerati culturali, secondo i criteri di selezione, uno naturale; due sono parte di siti transnazionali.

## Siti del Patrimonio mondiale
| Foto | Sito                                                                                     | Luogo                                                                      | Tipo                            | Anno      | Descrizione |
| ---- | ---------------------------------------------------------------------------------------- | -------------------------------------------------------------------------- | ------------------------------- | --------- | --- |
|      | Regione naturale e storico-culturale delle Bocche di Cattaro                             | Castelnuovo, Cattaro, Teodo                                                | Culturale (125; i, ii, iii, iv) | 1979      | Nel Medioevo questo porto naturale sulla costa adriatica del Montenegro era un importante centro artistico e commerciale con le sue famose scuole di muratura e iconografia. Un gran numero di monumenti (tra cui quattro chiese romaniche e la cinta muraria) furono gravemente danneggiati dal terremoto del 1979, ma la città è stata restaurata, in gran parte con l'aiuto dell'UNESCO. |
|      | Parco nazionale del Durmitor                                                             | Mojkovac, Pljevlja, Plužine, Žabljak                                       | Naturale (100; vii, viii, x)    | 1980-2005 | Questo parco nazionale mozzafiato nella catena delle Alpi Dinariche è stato formato dai ghiacciai ed è attraversato da fiumi e torrenti sotterranei. Lungo il canyon del fiume Tara, che ha le gole più profonde d'Europa, le fitte pinete sono intervallate da limpidi laghi e ospitano una vasta gamma di flora endemica. |
|      | Cimiteri di tombe medievali stećci                                                       | Plužine, Žabljak (altri 25 sono in Bosnia ed Erzegovina, Croazia e Serbia) | Culturale (1504; iii, vi)       | 2016      | Questo patrimonio seriale combina 28 siti, situati in Bosnia ed Erzegovina, Serbia occidentale, Montenegro occidentale e Croazia centrale e meridionale, che presentano cimiteri di lapidi medievali caratteristiche a livello regionale, dette stećci. Le necropoli, che risalgono al XII-XVI secolo d.C., sono disposte in file, come era consuetudine comune in Europa dal Medioevo. Gli stećci sono per lo più scolpiti nel calcare e presentano una vasta gamma di motivi decorativi e iscrizioni che mostrano continuità iconografiche tra l'Europa medievale e le tradizioni distinte locali. Tre sono le componenti montenegrine del sito, due nella municipalità di Žabljak e una in quella di Plužine. |
|      | Opere di difesa veneziane tra XVI e XVII secolo: Stato da Terra-Stato da Mar occidentale | Cattaro (altri 5 sono in Croazia e Italia)                                 | Culturale (1533; iii, iv)       | 2017      | Questo sito è composto da sei componenti, tutte opere di difesa situate in Italia, Croazia e Montenegro, che coprono una distanza di oltre 1 000 km dalla Lombardia alla costa orientale del Mare Adriatico. Le fortificazioni in tutto lo Stato da Tera proteggevano la Repubblica di Venezia dalle altre potenze europee a nord-ovest e quelle dello Stato da Mar proteggevano le rotte marittime e i porti dell'Adriatico verso il Levante ed erano indispensabili per sostenere l'espansione e l'autorità della Serenissima. L'introduzione della polvere da sparo ha portato a cambiamenti significativi nelle tecniche e nell'architettura militare che si riflettono nella progettazione delle cosiddette fortificazioni alla moderna/bastionate, che si sarebbero diffuse in tutta Europa. La componente montenegrina del sito è costituita dalle Fortificazioni di Cattaro. |

## Siti candidati
| Foto | Sito                                                                             | Luogo                                                          | Tipo                          | Anno       | Descrizione |
| ---- | -------------------------------------------------------------------------------- | -------------------------------------------------------------- | ----------------------------- | ---------- | --- |
|      | Nucleo storico di Cettigne                                                       | Cettigne                                                       | Culturale (5561; ii, iii, vi) | 06/07/2010 | Il centro storico di Cettigne è un esempio di urbanistica unica e autenticamente preservata di una piccola città, adattata all'ambiente circostante, con un'architettura di alta qualità. La continuità e l'autenticità del patrimonio culturale, la conservazione della storia, i valori architettonici, ambientali e paesaggistici, lo spirito dell'antica capitale reale e il ricco patrimonio spirituale formano un'unità che rende il nucleo storico di Cettigne il centro dell'identità storica e nazionale montenegrina.                                                                       |
|      | Città vecchia di Antivari                                                        | Antivari                                                       | Culturale (5562; ii, iii, v)  | 06/07/2010 | La città vecchia di Antivari è il sito archeologico medievale più grande e importante dei Balcani. Si estende su un'area di 4,5 ettari, dove i resti di circa 600 edifici pubblici e privati sono la prova dell'esistenza di varie fasi costruttive presenti in diverse epoche della storia del Mediterraneo. L'identità visiva della città vecchia di Antivari è formata da bastioni, torri, una cittadella, numerose piazze e chiese. |
|      | Doclea                                                                           | Podgorica                                                      | Culturale (5563; ii, iii, v)  | 06/07/2010 | Doclea è stata una presenza plurimillenaria in questo territorio che ha subito il passaggio di diverse culture, che si sono influenzate a vicenda, modificando così questa città in modo unico. Dagli Illiri attraverso i Romani, i Goti e gli Slavi, Doclea ha conservato una storia materiale che non è stata ancora completamente scoperta. La posizione e la concezione urbanistica dell'insediamento ricordano altre città della provincia romana. Inoltre, l'acquedotto, lungo 13 km, che porta l'acqua dal fiume Cijevna alla città, testimonia la complessità della vita che vi si conduceva. |
|      | Parco nazionale Biogradska gora                                                  | Kolašin                                                        | Naturale (5569; vii, viii, x) | 09/11/2010 | Esiste un numero considerevole di ecosistemi dinamici e complessi, un alto grado di caratteristiche che rendono gli habitat luoghi di rifugio per la biodiversità, nonché una grande quantità di specie animali e vegetali endemiche e rare, che rappresentano tutti valori straordinari del Parco nazionale Biogradska gora. È anche un'importante testimonianza della storia specifica e dell'evoluzione del mondo vivente e non vivente del Terziario, dall'era glaciale fino ai giorni nostri. |
|      | Città vecchia di Dulcigno                                                        | Dulcigno                                                       | Culturale (6300; ii, iv, v)   | 28/02/2018 | Il valore speciale del centro storico di Dulcigno è una combinazione di vari stili architettonici con il contesto geomorfologico, che lo rende un esempio speciale di interazione umana con l'ambiente. Il valore identitario del centro storico di Dulcigno riflette l'intreccio di diverse influenze culturali, che - nel periodo che va dal I secolo a.C. fino alla fine del XIX secolo - ne modellano i valori architettonici, e appartengono sia all'Occidente latino-veneziano che a all'Oriente bizantino-ottomano.                                                                            |
|      | Antiche faggete primordiali dei Carpazi e di altre regioni d'Europa - estensione | Kolašin, Mojkovac (altre componenti sono in Serbia e Svizzera) | Naturale (6325; ix)           | 28/02/2018 | La candidatura rappresenta un'estensione del sito delle Antiche faggete primordiali dei Carpazi e di altre regioni d'Europa. La quarta fase mira a includere una componente del Montenegro - il Parco nazionale Biogradska gora - insieme a componenti di altri stati (Svizzera e Serbia). La Riserva della foresta vergine di Biogradska Gora è caratterizzata da un gran numero di ecosistemi complessi, con un alto grado di caratteristiche di rifugio degli habitat, nonché un numero considerevole di specie animali e vegetali endemiche e rare.                                               |